# Бурдюгов Анатолій Федорович
Анатолій Федорович Бурдюгов (нар. 9 листопада 1958 с. Чистоводне, Білгород-Дністровський район, Одеська область) — Голова Ради міністрів Криму у 2005–2006. Депутат Верховної Ради Криму II, III і IV скликань. Заслужений економіст України. Заслужений економіст АРК.

## Освіта
- 1984 — Одеський інститут народного господарства за спеціальністю «Фінанси і кредит».

## Кар'єра
- 1975–1977 — тракторист об'єднання «Зернопром», Суворовський район Молдавська РСР;
- 1977–1980 — служба у Військово-морському флоті;
- 1984–1986 — заступник керуючого відділенням Чорноморським відділенням Держбанку СРСР, смт. Чорноморське, Кримська область;
- 1986–1989 — керуючий Радянським відділенням Держбанку СРСР, смт. Совєтський Кримська область;
- 1989–1993 — керуючий Радянським відділенням Агропромбанку (згодом — АПБ «Україна»), смт. Совєтський, Крим;
- Грудень 1993 — вересень 2005 — начальник Головного управління Національного банку України в Автономній Республіці Крим;
- Вересень 2005 — червень 2006 — Голова Ради міністрів Криму;
- 2006–2009 — Голова Біржової Ради Товарній біржі «Кримська міжбанківська валютна біржа», Директор Міжнародного фонду сприяння інвестиціям в Південному регіоні України;
- З 2009 — Керуючий Кримським регіональним управлінням ВАТ «Сбербанк Росії».

## Громадська діяльність
- Депутат Верховної Ради Криму 1994–2006;
- Член партії «Народний Союз Наша Україна».